# Hypoprepia plumbea
Hypoprepia plumbea là một loài bướm đêm thuộc phân họ Arctiinae, họ Erebidae.